# نيكلاس ساندبرغ
نيكلاس ساندبرغ (بالنرويجية البوكمول: Niklas Sandberg)‏ (18 مايو 1995 - ) هو لاعب كرة قدم نرويجي في مركز الوسط. لعب مع Sandnes Ulf ‏.

## وصلات خارجية
- نيكلاس ساندبرغ على موقع اتحاد النرويج (النرويجية)
- نيكلاس ساندبرغ على موقع قاعدة بيانات كرة القدم.إي يو (الإنجليزية)
- نيكلاس ساندبرغ على موقع Soccerway.com (الإنجليزية)